# 江崎浮山
江崎 浮山（えざき ふざん、1887年（明治20年）8月2日 - 1984年（昭和59年）1月17日）は、愛知県東春日井郡小牧町（現在の小牧市）出身の実業家（藤枝江﨑新聞店経営者・興行師）・併立写真収集家。本名は江崎 千代吉（えざき ちよきち）。浮山という号の名付け親は評論家の徳富蘇峰であり、静岡市の浮月楼で歓談していた際に命名された。

## 経歴

### 名古屋時代

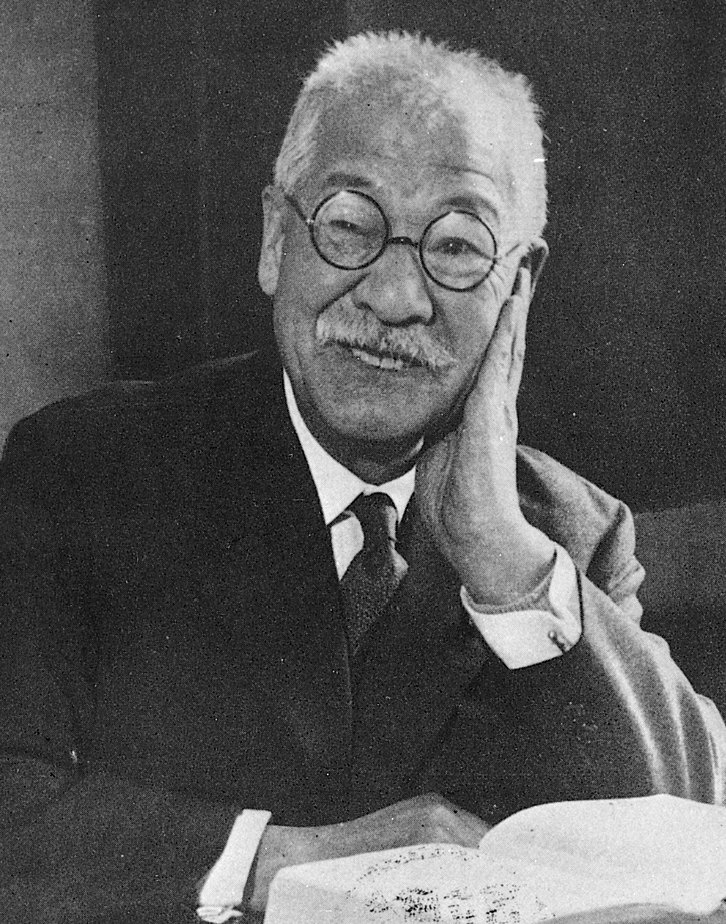
浮山という号を名づけた徳富蘇峰

1887年（明治20年）8月2日に愛知県東春日井郡小牧町（現在の小牧市）に生まれた。出生名は江崎千代吉。父親は江崎友吉であり、千代吉は五男である。
地元の小学校を卒業した後、名古屋市に出て米屋で働き始めた。20歳の時に独立してメリケン粉卸商となり、30歳になると芝居屋という趣味店も開店させた。39歳だった1925年（大正14年）には生前葬を行っている。その後、新聞『静岡日報』の名古屋支局長を務めていた時期もある。
1930年（昭和5年）、評論家の徳富蘇峰によって浮山という号が与えられた。「山が浮くような愉快な人」という意味を持つ。千代吉は演劇を趣味としており、自ら書いた戯曲を新派の一座で上演するほどだった。

### 新聞店経営者

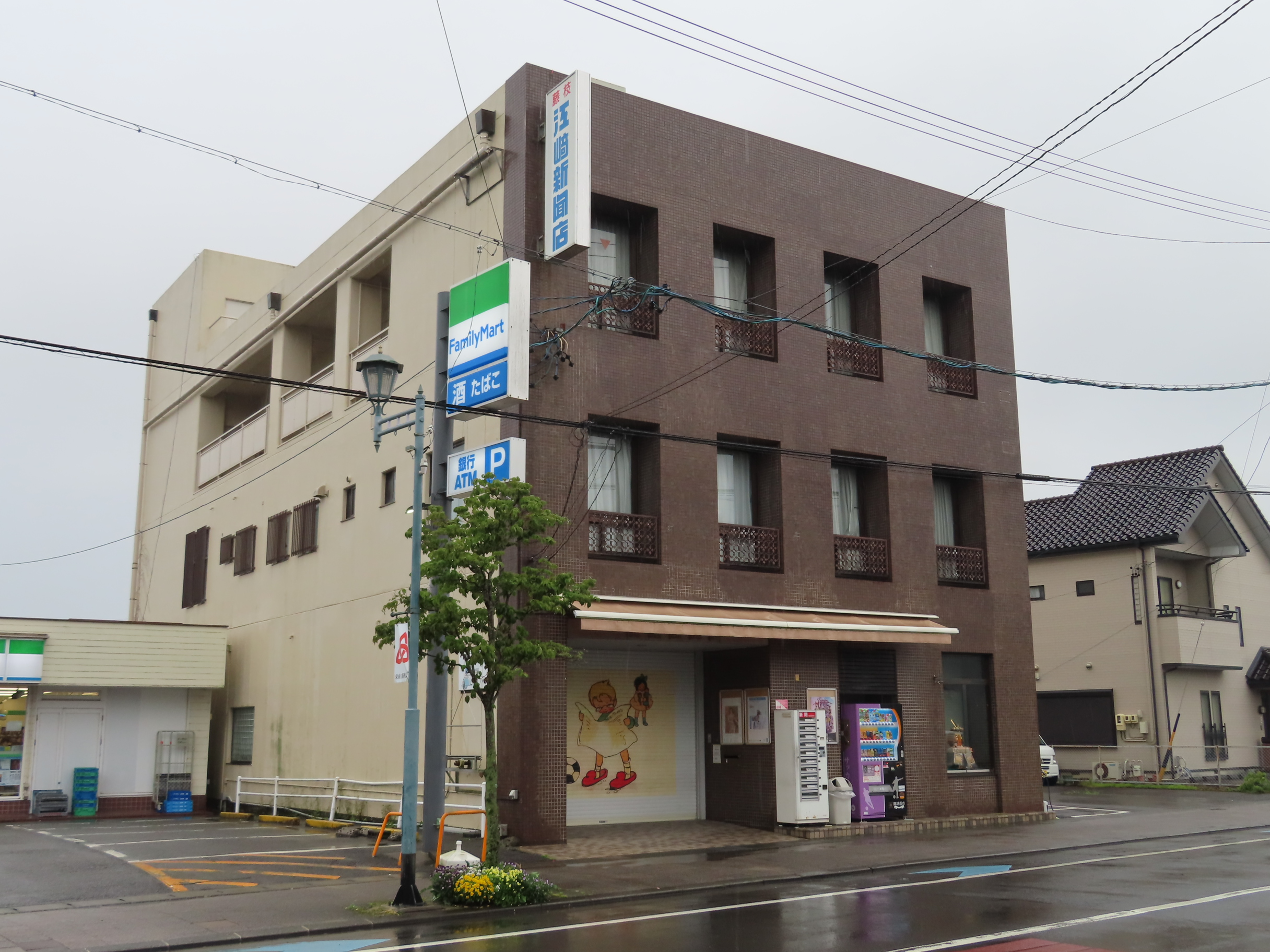
江崎新聞店ビル

50歳だった1938年（昭和13年）には、兄の江崎鋹兵衛の勧めによって静岡県志太郡藤枝町（現在の藤枝市）に転居し、東京日日新聞藤枝専売所（後の藤枝江崎新聞店）を開いた。
浮山はしばしば既存の劇場である旭光座を借りて興行し、1939年（昭和14年）には旭光座を買収した。1940年（昭和15年）には松竹館も取得し、複数館を経営する映画興行師としての道も歩み始めた。日本の映画黄金期とされる1954年（昭和29年）から1957年（昭和32年）には、1954年（昭和29年）に藤枝駅前に毎日映画劇場（藤枝市）、1955年（昭和30年）に下伝馬にテアトル毎日（藤枝市）、1957年（昭和32年）に岡部毎日劇場（志太郡岡部町）、同年に駿南劇場（志太郡大井川町）を相次いで開館させ、旭光座や松竹館とともに経営した。
戦後には新聞購読に付随するサービスの過激化が起こったが、旭光座や松竹館における無料招待を実施して販売地域を拡大させた。1961年（昭和36年）には簡易私設図書館の毎日浮山館を開館させた。1960年代以降には映画業界が斜陽化したため、1967年（昭和42年）以降には一館、また一館と映画館を閉館させている。1979年（昭和54年）には新聞店の経営を息子の江崎友次郎に譲り、江崎新聞販売店は株式会社藤枝江﨑新聞店となった。

### 「併立写真老人」
江崎は「併立写真老人」として知られ、死去するまでに4万3800枚もの併立写真（2人が立ち並んで収まった写真）を撮らせている。23歳の時に市川市蔵や伊井蓉峰と記念写真を撮ったのが併立写真（並立写真）の始まりである。1961年（昭和36年）には毎日新聞社などによって、東京・名古屋・静岡・大阪で併立写真展が開催され、浮山の名が全国に轟いた。
しだいに執念をもって著名人と併立写真を撮るようになり、政界・官界・文士・画家・俳優・歌手・野球選手・相撲力士・プロレスラーなど様々な業界の著名人と交友があった。併立写真の収集家として著名になったことで、逆に著名人の側が江崎と写真を撮りたがるようになったという。1971年（昭和46年）に出版した『日本各界代表江崎浮山併立写真集』には、佐藤栄作（内閣総理大臣）、大鵬（相撲力士）、川上哲治（プロ野球選手）、岡田嘉子（女優）&竹内良一（俳優）などと撮った併立写真が掲載されている。なお、東京には専属のカメラマンと専属の運転手を所有していた。

### 死後
1984年（昭和59年）1月17日、96歳で死去した。
息子の江崎友次郎は藤枝江崎新聞店を経営する傍らで、藤枝江崎書店を設立するなど藤枝経営の多角化を進めた。友次郎は藤枝市観光協会会長などを歴任し、2004年（平成16年）には日本商工会議所特別功労賞を受賞している。
2008年（平成20年）には藤枝市郷土博物館・文学館で「懐かしの旭光座・江﨑浮山併立写真展」が開催された。2019年（令和元年）には藤枝江崎新聞店が創業80周年を迎えている。

## 映画館経営
- 旭光座（藤枝市）

1930年（昭和5年）に志太郡藤枝町に開館した映画館。1939年（昭和14年）に買収して経営者となった。1969年（昭和44年）閉館。
- 松竹館（藤枝市）

1940年（昭和15年）開館。晩年の名称はシネマ・ゴール。1975年（昭和50年）閉館。
- 毎日映画劇場（藤枝市）

1954年（昭和29年）開館。1973年（昭和48年）閉館。
- テアトル毎日（藤枝市）

1955年（昭和30年）開館。1972年（昭和47年）閉館。
- 岡部毎日（志太郡岡部町）

1957年（昭和32年）開館。1971年（昭和46年）閉館。
- 駿南劇場（志太郡大井川町）

1916年（大正5年）に志太郡相川村に開館した映画館。1957年（昭和32年）に経営者となった。1960年代閉館。

## 書籍

### 著書
- 江崎浮山（著）『芝居と名古屋』1919年
- 江崎浮山（編）『大名古屋便覧 汎太平洋平和博覧会記念』1937年
- 江崎浮山（編）『大京都便覧 京洛観光写真集』1938年

### 関連書
- 『日本各界代表江崎浮山併立写真集』江崎新聞店、1971年